# Кокошари (ТВ драма)
„Кокошари“ је југословенски филм из 1968. године. Режирао га је Марио Фанели, а сценарио је писао Иво Штивичић.

## Улоге
| Глумац             | Улога |
| ------------------ | ----- |
| Павле Богдановић   |       |
| Јован Личина       |       |
| Златко Мадунић     |       |
| Драган Миливојевић |       |
| Иво Сердар         |       |
| Фабијан Шоваговић  |       |
| Иван Шубић         |       |